# Medicago granadensis
Medicago granadensis är en ärtväxtart som beskrevs av Carl Ludwig von Willdenow. Medicago granadensis ingår i släktet luserner, och familjen ärtväxter. Inga underarter finns listade i Catalogue of Life.

## Bildgalleri

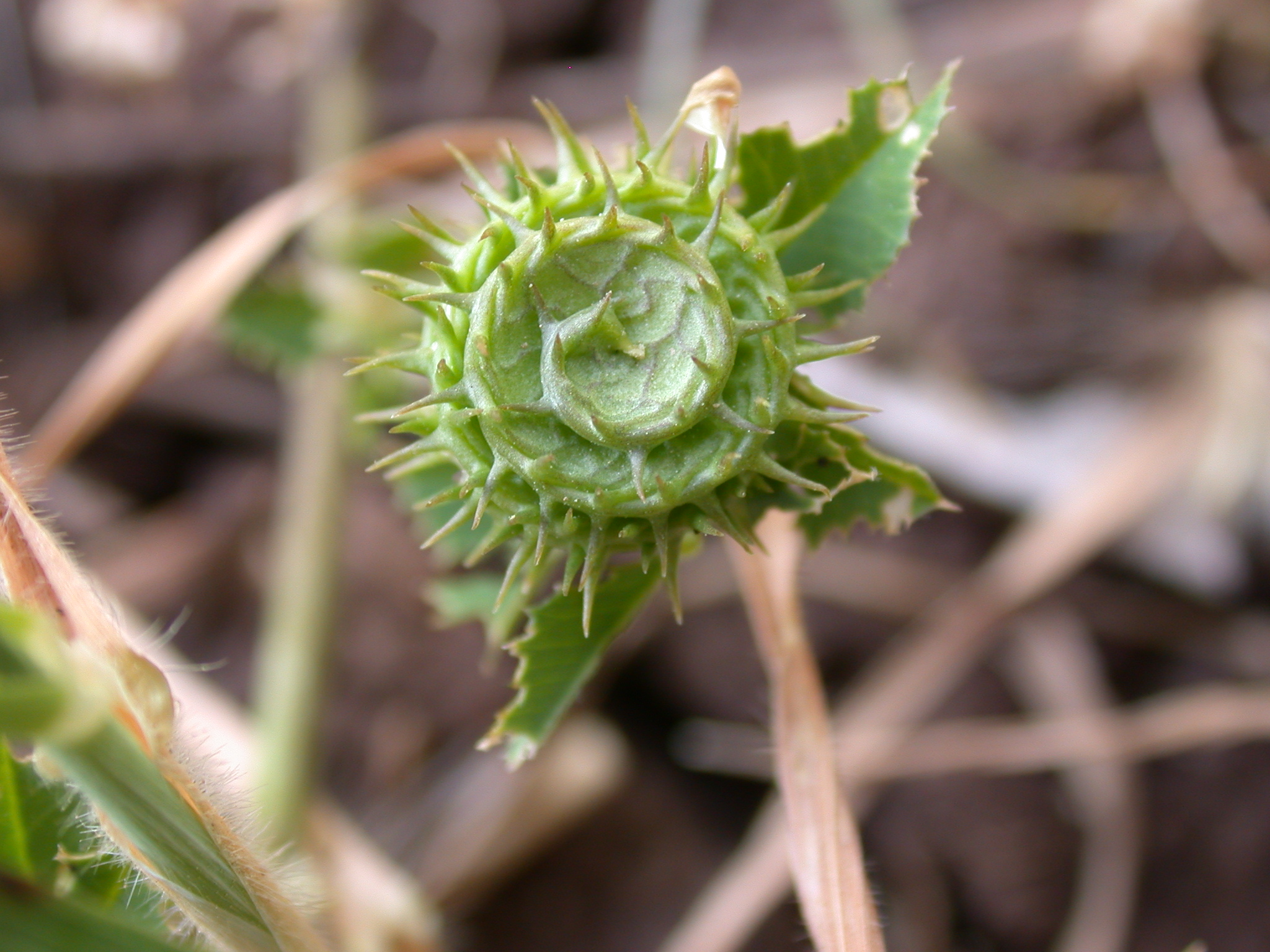
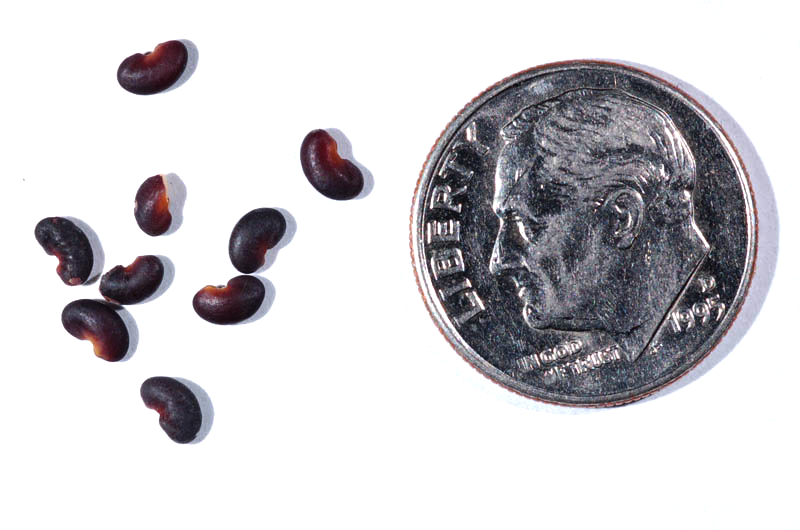
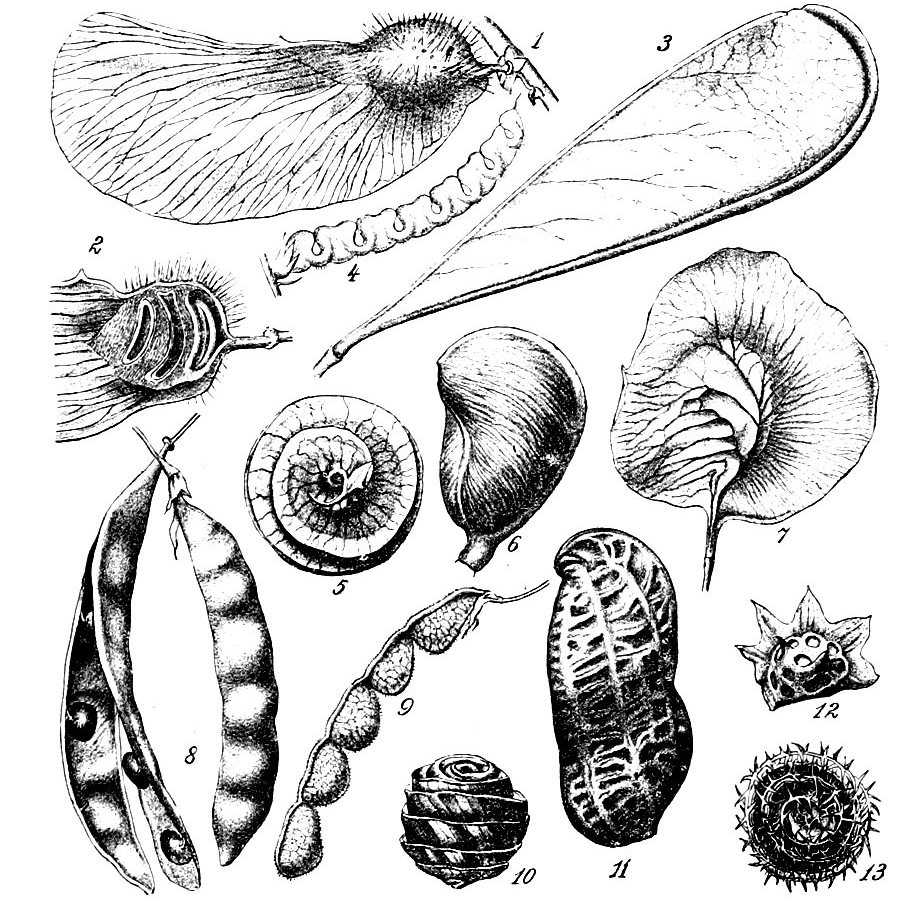